# Patrick Forterre
Patrick Forterre (* 21. August 1949 in Paris) ist ein französischer Forscher auf dem Gebiet der Biologie und wissenschaftlicher Schriftsteller. Er ist Leiter des Laboratoire Biologie Moléculaire du Gène Chez les Extrêmophiles (Labor für Genetische Molekularbiologie von Extremophilen) am Institut Pasteur in Paris und bekannt durch seine Arbeiten über Archaeen, Viren und die Evolution des Lebens.

## Biographie
Patrick Forterre entdeckte im Alter von 17 Jahren die Molekularbiologie, als er das populärwissenschaftliche Werk „Les Origines de la vie ‚Die Ursprünge des Lebens‘“ von Joël de Rosnay las.
Ab 1983 war Forterre der erste Wissenschaftler in Frankreich, der Archaeen (früher Archaebakterien) untersuchte.
1988 wurde Patrick Forterre Leiter eines Forschungsteams am Institut für Genetik und Mikrobiologie (französisch l'Institut de Génétique et de Microbiologie, IGM) in Orsay und leitete die Forschung über Archaeen, der von Carl Woese 1977 entdeckten und 1990 in Archaeen umbenannten neuen Domäne des Lebens.
Er nahm an der 11. internationalen Konferenz über den Ursprung des Lebens teil, die von der International Society for the Study of the Origin of Life (ISSOL) vom 7. bis 12. Juli 1996 in Orléans veranstaltet wurde.
Unmittelbar danach war er der Organisator eines Symposiums, das vom 18. bis 24. Juli 1996 veranstaltet von der Stiftung Fondation des Treilles stattfand und sich mit der Natur des letzten gemeinsamen Vorfahren aller heutigen Lebewesen (last universal common ancestor, LUCA) befasste.
Mit seinen 1995 und 1999 veröffentlichten Arbeiten setzte sich der französische Forscher für die Theorie eines universellen mesophilen (an eine gemäßigte Umwelt angepassten) letzten gemeinsamen Vorfahren ein, aus dem sich die thermophilen Bakterien und Archaeen durch einen Prozess der „Thermoreduktion“ entwickelt hätten.
Im Jahr 2004 wechselte er als Direktor der Mikrobiologie an das Institut Pasteur.
Zusammen mit Céline Brochier und Simonetta Gribaldo war er Mitorganisator des Kolloquiums „LUCA, 10 Jahre danach“, das vom 4. bis 9. September 2006 in der Fondation des Treilles abgehalten wurde.
Patrick Forterre ist besonders für seine Evolutionstheorien und seine Stellungnahmen zur Anerkennung von Viren als vollwertige Lebewesen bekannt.
Der Biologe ist der Ansicht, dass Viren die ersten „DNA-Organismen“ (Organismen mit DNA-Genom) darstellen könnten.
Er tritt als Wissenschaftler in dem Dokumentarfilm „Species of Species“ (fr. Espèces d'espèces) aus dem Jahr 2008 auf.
Er veranstaltet am 16. Juni 2008 die 667. Konferenz der Université de tous les savoirs (Universität des Wissens).
Patrick Forterre ist Mitorganisator des Kolloquiums LUCA, ses contemporains et leurs virus, 20 ans après (LUCA, seine Zeitgenossen und deren Viren, 20 Jahre danach), das vom 9. bis 14. Mai 2016 in der Fondation des Treilles abgehalten wurde.
2015 wurde er Fellow der European Academy of Microbiology, 2017 Mitglied der Academia Europaea.
Die Archaeen-Gattung Forterrea (bzw. Candidatus Forterrea, Diapherotrites) wurde 2018 nach Forterre benannt, in Anerkennung seiner Forschungsleistung insbesondere auf dem Gebiet der Archaeen.

## Wissenschaftliche Artikel und Weblinks
Als Erstautor:
- Patrick Forterre, Simonetta Gribaldo, Céline Brochier: Luca: the last universal common ancestor. In: Médecine/Sciences (Med Sci), EDP Sciences, Band 21, Nr. 10, 2005, S. 860–865, PMID 16197904.
- Patrick Forterre: Looking for LUCA (the Last Universal Common Ancestor). Memento im Webarchiv vom 20. Juli 2021.
- Patrick Forterre, Simonetta Gribaldo, Céline Brochier: Luca: À la recherche du plus proche ancêtre commun universel — Luca: the last universal common ancestor. In: Médecine/Sciences (Med Sci), Paris, Band 21, Nr. 10, Oktober 2005, S. 860–865, PDF, érudit.
- Patrick Forterre: LUCA: à la recherche du plus proche ancêtre commun universel — Par Patrick Forterre, Céline Brochier et Simonetta Gribaldo. Société Française d’Exobiologe (SFE). 27. Mai 2008.
- Patrick Forterre: Les virus à nouveau sur le devant de la scène — The great virus comeback. In: Société de Biologie: Biologie Aujourd’hui, Band 207, Nr. 3, 13. Dezember 2013, S. 153–168; doi:10.1051/jbio/2013018.
- Patrick Forterre: La cellule virale, rouage de la vie (Die Viruszelle, das Räderwerk des Lebens, englisch: The Viral Cell Cog of Life). In: Pour la Science, Nr. 469, Special issue: Le nouveau monde des microbes, November 2016, S. 42–49
- Patrick Forterre: Evolution - Die wahre Natur der Viren. In: Spektrum August 2017, S. 37 (Online-Artikel vom 19. Juli 2017)
- Patrick Forterre, Mart Krupovic: The Origin of Virions and Virocells: The Escape Hypothesis Revisited. In: Viruses: Essential Agents of Life, Seite 43–60, 25. September 2012, ISBN 978-94-007-4898-9. doi:10.1007/978-94-007-4899-6 3
- Patrick Forterre: The two ages of the RNA world, and the transition to the DNA world: a story of viruses and cells. In: Biochimie. Band 87, Nr. 9–10, September/Oktober 2005, S. 793–803, doi:10.1016/j.biochi.2005.03.015, PMID 16164990.
- Evolution et diversité du troisième domaine du vivant: les Archaea. Société Française d’Exobiologe (SFE).

Mit anderen Autoren:
- Catherine Badel, Gaël Erauso,  Annika L. Gomez, Ryan Catchpole, Mathieu Gonnet, Jacques Oberto, Patrick Forterre, Violette Da Cunha: The global distribution and evolutionary history of the pT26‐2 archaeal plasmid family. In: environmental microbiology, sfam, 10. September 2019, doi:10.1111/1462-2920.14800
- Céline Brochier-Armanet, Bastien Boussau, Simonetta Gribaldo, Patrick Forterre: Mesophilic crenarchaeota: Proposal for a third archaeal phylum, the Thaumarchaeota. In: Nature Reviews Microbiology. Band 6, Nr. 3, 2008, S. 245–252, doi:10.1038/nrmicro1852, PMID 18274537.
- Celine Brochier-Armanet, Patrick Forterre, Simonetta Gribaldo: Phylogeny and evolution of the Archaea: one hundred genomes later. In: Current Opinion in Microbiology. 14. Jahrgang, Nr. 3, Juni 2011, S. 274–281, doi:10.1016/j.mib.2011.04.015, PMID 21632276 (englisch)..
- Violette Da Cunha, Morgan Gaia, Daniele Gadelle, Arshan Nasir, Patrick Forterre: Lokiarchaea are close relatives of Euryarchaeota, not bridging the gap between prokaryotes and eukaryotes. In: PLoS Genet., Band 13, Nr. 6, 12. Juni 2017, e1006810, doi:10.1371/journal.pgen.1006810. PMC 5484517 (freier Volltext)
- Simonetta Gribaldo, Patrick Forterre, Céline Brochier-Armanet: Les Archaea: évolution et diversité du troisième domaine du vivant. In: Bull. Soc. Fr. Microbiol., Band 23, Nr. 3, Januar 2008, S. 137–145; ResearchGate.
- Julien Guglielmini, Anthony C. Woo, Mart Krupovic, Patrick Forterre, Morgan Gaia: Diversification of giant and large eukaryotic dsDNnA viruses predated the origin of modern eukaryotes, in: PNAS, Band 116, Nr. 39, 10./24. September 2019, S. 19585–19592, doi:10.1073/pnas.1912006116, PMID 31506349, Fig. 2.
- Edmond Jolivet, Stéphane L'Haridon, Erwan Corre, Patrick Forterre, Daniel Prieur: Thermococcus gammatolerans sp. nov., a hyperthermophilic archaeon from a deep-sea hydrothermal vent that resists ionizing radiation. In: Int. J. Syst. Evol. Microbiol. 53. Jahrgang, Nr. 3, Januar 2003, S. 847–851, doi:10.1099/ijs.0.02503-0, PMID 12807211 (englisch).
- Hiroto Kaneko, Morgan Gaia, Rodrigo Hernández-Velázquez, Patrick Forterre, Curtis A. Suttle, Hiroyuki Ogata et al.:  Eukaryotic virus composition can predict the efficiency of carbon export in the global ocean. In: iScience, Band 24, Nr. 1, 22. Januar 2021, 102002, Epub 29. Dezember 2020, doi:10.1016/j.isci.2020.102002, PMC 7811142 (freier Volltext), PMID 33490910; siehe Fig. 1(C).
- Mart Krupovic, Emmanuelle R. J. Quemin, Dennis H. Bamford, Patrick Forterre, David Prangishvili: Unification of the globally distributed spindle-shaped viruses of the Archaea. In: Journal of Virology. 88. Jahrgang, Nr. 4, 2014, ResearchGate:259320195, S. 2354–2358, doi:10.1128/JVI.02941-13, PMID 24335300, PMC 3911535 (freier Volltext) – (englisch).
- Mart Krupovic, Anja Spang, Simonetta Gribaldo, Patrick Forterre, Christa Schleper: A thaumarchaeal provirus testifies for an ancient association of tailed viruses with archaea. In: Biochemical Society Transactions. Band 39, Nr. 1, Januar 2011, S. 82–88, doi:10.1042/BST0390082, PMID 21265751.
- Bernard La Scola, Christelle Desnues, Isabelle Pagnier, Catherine Robert, Lina Barrassi, Ghislain Fournous, Michele Merchat, Marie Suzan-Monti, Patrick Forterre, Eugene Koonin, Didier Raoult: The virophage as a unique parasite of the giant mimivirus. In: Nature. 4. September 2008, S. 100–105, doi:10.1038/nature07218 (englisch, ncsu.edu [PDF]).
- Ludovic Perrochia, Estelle Crozat, Arnaud Hecker, Wenhua Zhang, Joseph Bareille, Bruno Collinet, Herman van Tilbeurgh, Patrick Forterre, Tamara Basta: In vitro biosynthesis of a universal t6A tRNA modification in Archaea and Eukarya, Nucleic Acids Research, 2013, 41 (3), S. 1953–1964 (doi:10.1093/nar/gks1287, PMC 3561968 (freier Volltext), PMID 23258706).
- Didier Raoult, Patrick Forterre: Redefining viruses: lessons from Mimivirus. In: Nature Reviews Microbiology. Band 6, Nr. 4, April 2008, ISSN 1740-1534, S. 315–319, doi:10.1038/nrmicro1858.
- Simon Roux, François Enault, Gisèle Bronner, Daniel Vaulot, Patrick Forterre, Mart Krupovic: Chimeric viruses blur the borders between the major groups of eukaryotic single-stranded DNA viruses, in: Nat Commun 4:2700, 6. November 2013, doi:10.1038/ncomms3700. Siehe insbesondere Supplement 2 (xls).
- Emmanuelle R. J. Quemin, Petr Chlanda, Martin Sachse, Patrick Forterre, David Prangishvili, Mart Krupovic: Eukaryotic-Like Virus Budding in Archaea. In: mBio. 7. Jahrgang, Nr. 5, 13. September 2016, S. e01439–16, doi:10.1128/mBio.01439-16, PMID 27624130, PMC 5021807 (freier Volltext) – (englisch). Siehe insbes. Fig. 1.
- Emmanuelle R. J. Quemin, Maija K. Pietilä, Hanna M. Oksanen, Patrick Forterre, W. Irene C. Rijpstra, Stefan Schouten, Dennis H. Bamford, David Prangishvili, Mart Krupovic: Sulfolobus spindle-shaped virus 1 contains glycosylated capsid proteins, a cellular chromatin protein, and host-derived lipids. In: J Virol. 89. Jahrgang, Nr. 22, 2015, S. 11681–11691, doi:10.1128/JVI.02270-15, PMID 26355093, PMC 4645638 (freier Volltext) – (englisch).